# Irena Degutienė
Irena Degutienė (Šiauliai, 1º giugno 1949) è una politica lituana.
È stata Primo ministro della Lituania per due periodi, entrambi ad interim, nel maggio 1999 e tra l'ottobre e il novembre dello stesso anno.
Rappresentante del partito Unione della Patria - Democratici Cristiani di Lituania, è stata Presidente del Seimas dal dicembre 1996 all'ottobre 2000 e nuovamente dal settembre 2009 al settembre 2012.